# Ayelén Martínez
Ayelén Martínez (12 de mayo de 1993) es una ajedrecista argentina, con título de maestra internacional femenina (WIM) desde 2013.

## Biografía
En 2009, ganó el Campeonato Panamericano de Ajedrez Juvenil entre niñas en la categoría sub-16. Ganó dos veces el campeonato femenino de ajedrez de Argentina (2011, 2016).
En 2017, hizo su debut en Teherán en el Campeonato Mundial de Ajedrez Femenino, donde perdió ante Zhao Xue en la primera ronda .
Representó a Argentina en tres olimpiadas de ajedrez (2012-2016).